# جيري يانغ
جيري يانغ (بالصينية: 楊致遠) 8 نوفمبر 1968 في تايبيه، تايوان) هو مؤسس مشارك ومسؤول تنفيذي في شركة خدمات الانترنيت ياهو! ويشغل حاليا 4 ٪ من الأسهم.

## حياته
جاء يانغ مع والدته وشقيقه الصغير وهو في سن العشر سنوات إلى مدينة سان هوزيه، كاليفورنيا في الولايات المتحدة الأمريكية.
درس الهندسة الكهربائية في جامعة ستانفورد وهناك تحصل على البكالوريوس والماجستير في العلوم، كما تعرف أيضا على زميله ديفيد فيلو الذي أنشأ معه في شهر أبريل عام 1994 دليل الانترنيت الذي كان يسمى آنذاك (دليل يانغس)، وفي العام التالي قاما مع بعض بتأسيس شركة الخدمات المعلوماتية ياهو!. في عام 1997 تزوج يانغ من امرأة يابانية الأصل أمريكية الجنسية اسمها أكيكو يامازاكي.

## روابط خارجية
- جيري يانغ على موقع IMDb (الإنجليزية)
- جيري يانغ على موقع مونزينجر (الألمانية)
- جيري يانغ على موقع إن إن دي بي (الإنجليزية)